# Hypleurochilus caudovittatus
Hypleurochilus caudovittatus är en fiskart som beskrevs av Bath, 1994. Hypleurochilus caudovittatus ingår i släktet Hypleurochilus och familjen Blenniidae. Inga underarter finns listade i Catalogue of Life.